# Mauerstraße (Tallinn)

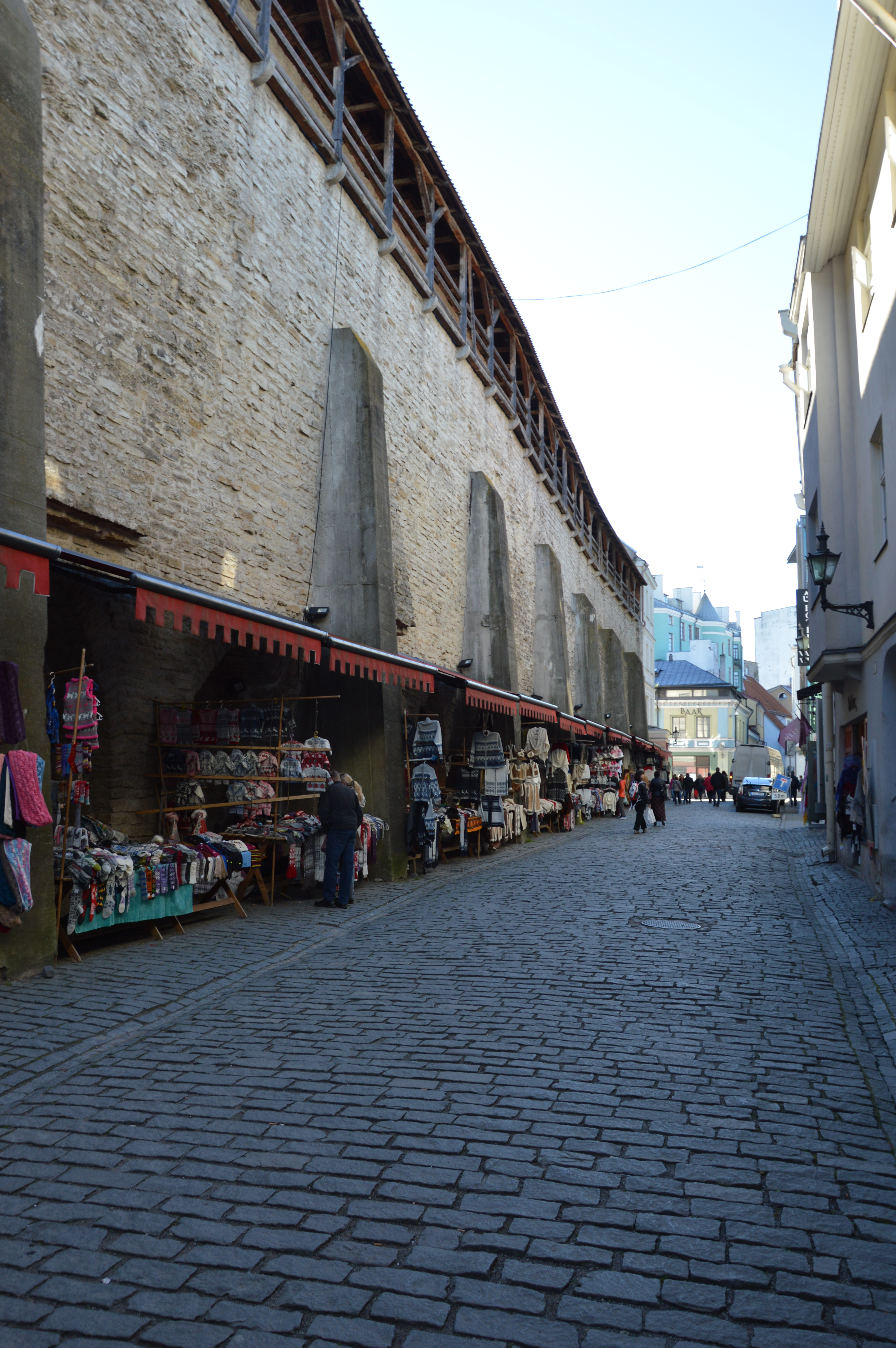
Mauerstraße

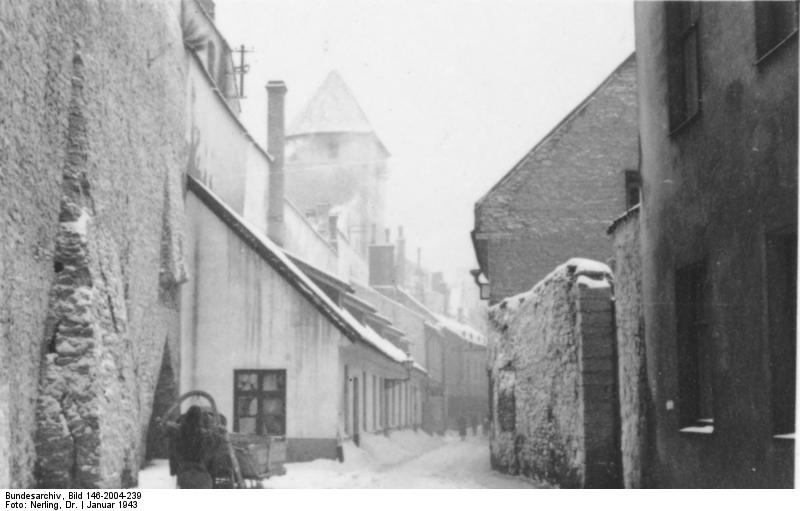
Mauerstraße im Jahr 1943

Die Mauerstraße (estnisch Müürivahe tänav) ist eine Straße in der estnischen Hauptstadt Tallinn (deutsch Reval).

## Verlauf
Sie verläuft auf der Ostseite der Revaler Altstadt auf der Stadtseite der Revaler Stadtbefestigung. Sie beginnt im Norden an der Münkenstraße (estnisch: Munga) und führt dann entlang der Stadtmauer nach Süden. Von Westen mündet der Katharinengang (Katarinna käik) ein. Im weiteren Verlauf kreuzt sie die Lehmstraße (Viru), die Kleine Karristraße (Väike-Karja), die Große Karristraße (Suur-Karja) um letztlich in die Ritterstraße (Rüütli) überzugehen.

## Geschichte und Gebäude
Der Name der Mauerstraße bezieht sich auf ihren Verlauf entlang der Stadtmauer Revals.
Im nördlichen Teil der Straße befindet sich das St. Katharinen-Kloster sowie der Turm hinter dem Mönchskloster (Munkadetagune torn). Etwas südlich hiervon steht der Hellemann-Turm (Hellemani torn). An der Kreuzung mit der Lehmstraße befindet sich der moderne Bau des Kaufhauses De La Gardie.
Im nördlichen Teil wird ganzjährig ein Markt für Wollsachen betrieben.